# ريشات آميت
ريشات آميت (بالأوكرانية: Решат Медатович Аметов) (المعروف إلى حد كبير باسمه الرسمي الأوكراني: Reshat Medatovych Ametov، و(24 يناير 1975-15 مارس 2014) كان ناشطًا من عرقية التتار وبطلًا من تتار القرم.

## الاختطاف والموت
في 3 مارس 2014، أطلق ريشات احتجاجًا انفراديًا وسلميًا على احتلال القوات الروسية لشبه جزيرة القرم أمام مبنى مجلس وزراء القرم في ساحة لينين في سيمفيروبول، حيث اختطفه ثلاثة رجال مجهولي الهوية يرتدون الزي العسكري لفصائل «القرم للدفاع عن النفس» الذين أخذوه بعيدًا.
في 15 مارس 2014، عثرت الشرطة على جثة ريشات في غابة بالقرب من قرية زيلماينيتشن في منطقة بيلوهيرسك على بعد حوالي 60 كم شرق عاصمة القرم. حملت جثته علامات عنف وتعذيب وقُيد رأسه بشريط لاصق وساقيه كذلك. لقد عُثر على زوج من الأصفاد بالقرب من جسده. وفقًا لشقيقه رفعت أميت (أميتوف)، كان سبب الوفاة هو جرح تسببت به طعنة نتجت عن اختراق سكين أو جسم مدبب مماثل للعين. لا يزال قتل ريسات دون حل.
دُفن ريشات في 18 مارس 2014 في مقبرة عبدالي مسلم في سيمفروبول. لقد ترك وراءه زوجته الشابة زرينا وثلاثة أطفال.